# خانه حسین خانی
خانه حسین خانی مربوط به دوره قاجار است و در شیراز، بافت قدیم، خیابان دستغیب، محله سنگ سیاه، روبروی خانقاه احمدی، کوچه بیضاوی، پلاک ۸ واقع شده و این اثر در تاریخ ۳۰ بهمن ۱۳۸۶ با شمارهٔ ثبت ۲۰۸۳۱ به‌عنوان یکی از آثار ملی ایران به ثبت رسیده است.